# Kirio Urayama
Kirio Urayama (浦山 桐郎, Urayama Kirio) est un réalisateur japonais né le 14 décembre 1930 à Aioi dans la préfecture de Hyōgo, et mort le 20 octobre 1985 à Tokyo.

## Biographie
Il rentre tout d'abord comme assistant-réalisateur de Yūzō Kawashima à la Nikkatsu en 1955. Son premier film, La Ville des coupoles, réalisé en 1962, est sélectionné en compétition au Festival de Cannes, où il obtient un succès critique. À la suite de son troisième film, La femme que j'ai abandonnée, Kiriro Urayama quitte la Nikkatsu.
Dans les années 1970, il réalise trois films dont La Porte de la jeunesse, son plus grand succès, qui est l'adaptation d'un roman populaire sur les mineurs de fond. Il revient finalement à la Nikkatsu en 1983, afin de réaliser La Chambre noire pour les 70 ans des studios, mais son film ne remporte que peu de succès.
Bien que méconnu, en raison d'une filmographie relativement réduite, Kirio Urayama est un réalisateur majeur de la Nouvelle vague japonaise, à laquelle il a apporté une vision différente des autres réalisateurs, s'attachant à décrire les défavorisés plutôt que la jeunesse excitée de son époque.
Il a réalisé neuf films et est l'auteur de dix scénarios entre 1956 et 1985.

## Filmographie

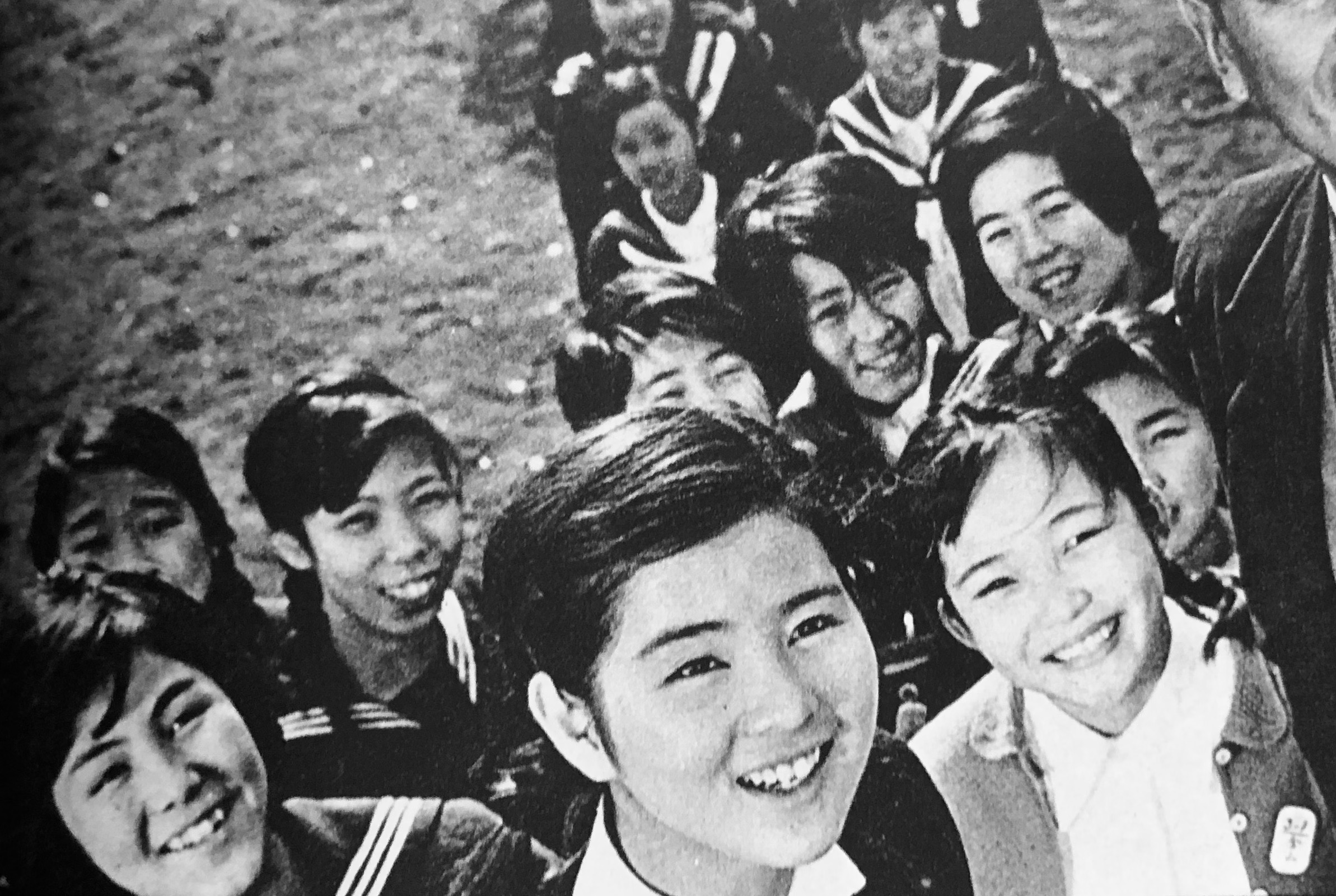
Sayuri Yoshinaga dans La Ville des coupoles (1962).

### Réalisateur
- 1962 : La Ville des coupoles (キューポラがある街, Kyupora no aru machi?)[3]
- 1963 : Une jeune fille à la dérive (非行少女, Hiko shōjo?)
- 1969 : La femme que j'ai abandonnée (私が棄てた女, Watashi ga suteta onna?)[4]
- 1975 : La Porte de la jeunesse (青春の門, Seishun no mon?)
- 1977 : La Porte de la jeunesse : L'Indépendance (青春の門・自立篇, Seishun no mon: Jiritsu hen?)
- 1979 : Taro, l'enfant dragon (龍の子太郎, Tatsu no ko Tarō?)
- 1980 : Taiyo no ko teda no fua (太陽の子てだのふあ?)
- 1983 : La Chambre noire (暗室, Anshitsu?)[5]
- 1985 : Yumechiyo (夢千代日記, Yumechiyo nikki?)

### Scénariste
- 1956 : À la santé du port – La victoire est à nous (港の乾杯 勝利をわが手に, Minato no kanpai: Shori o wagate ni?) de Seijun Suzuki
- 1960 : Ojōsan no sampomichi (お嬢さんの散歩道?) de Kiyoshi Horiike
- 1961 : Tōkyō no otenba musume (東京のお転婆娘?) de Ren Yoshimura
- 1962 : La Ville des coupoles (キューポラがある街, Kyupora no aru machi?)
- 1963 : Une jeune fille à la dérive (非行少女, Hiko shōjo?)
- 1975 : La Porte de la jeunesse (青春の門, Seishun no mon?)
- 1977 : La Porte de la jeunesse : L'Indépendance (青春の門・自立篇, Seishun no mon: jiritsu hen?)
- 1979 : Taro, le fils du dragon (龍の子太郎, Tatsu no ko Tarō?)
- 1980 : Taiyo no ko teda no fua (太陽の子てだのふあ?)
- 1990 : Ningen no sabaku (人間の砂漠?) de Kōichi Saitō

## Distinctions
Sauf indication contraire, les informations mentionnées dans cette section peuvent être confirmées par la base de données cinématographiques IMDb,  présente dans la section « Liens externes ».

### Récompenses
- Prix des nouveaux réalisateurs de la Directors Guild of Japan 1962 pour La Ville des coupoles[6]
- Blue Ribbon Awards 1963 : prix du meilleur film et du meilleur nouveau réalisateur pour La Ville des coupoles[7]
- Festival international du film de Moscou 1963 : prix d'or pour Une jeune fille à la dérive[8]

### Sélection
- Festival de Cannes 1962 : La Ville des coupoles est présenté en compétition[1]